# Сарис, Дре
Дре Сарис (нидерл. Dré Saris; 19 июня 1921, Хертогенбос — 6 декабря 1995, Хертогенбос) — нидерландский футбольный вратарь, выступал за команду БВВ из города Хертогенбос. Стал первым вратарём в истории чемпионата Нидерландов, забившим гол. Отец хоккеиста Мари Сариса (англ. Mari Saris).
В составе национальной сборной Нидерландов Дре Сарис провёл одну игру. Его дебют состоялся 16 июня 1949 года в товарищеском матче против Финляндии, завершившемся победой нидерландцев со счётом 1:4. До 1951 года Сарис являлся резервным голкиперов в сборной.

## Статистика

### Матчи Сариса за сборную Нидерландов
| Матчи Сариса за сборную Нидерландов | Матчи Сариса за сборную Нидерландов | Матчи Сариса за сборную Нидерландов | Матчи Сариса за сборную Нидерландов | Матчи Сариса за сборную Нидерландов | Матчи Сариса за сборную Нидерландов |
| ----------------------------------- | ----------------------------------- | ----------------------------------- | ----------------------------------- | ----------------------------------- | ----------------------------------- |
| №                                   | Дата                                | Соперник                            | Счёт                                | Пропущено голов                     | Соревнование                        |
| 1                                   | 16 июня 1949                        | Финляндия                           | 4:1                                 | 1                                   | Товарищеский матч                   |

Итого: 1 матч / пропущен 1 гол; 1 победа, 0 ничьих, 0 поражений.